# Neanuridae
Neanuridae is een familie van springstaarten en telt 1410 beschreven soorten.

## Taxonomie
- Onderfamilie Caputanurininae - Lee, 1983 (8 soorten)
- Onderfamilie Frieseinae - Massoud, 1967 (186 soorten)
- Onderfamilie Morulininae - Börner, 1906 (22 soorten)
- Onderfamilie Neanurinae - Börner C, 1901:33, sensu Cassagnau, 1989 (735 soorten)
- Onderfamilie Pseudachorutinae - Börner, 1906 (443 soorten)
- Onderfamilie Uchidanurinae - Salmon, 1964 (16 soorten)

## In Nederland waargenomen soorten
- Genus: Anurida
  - Anurida granaria
  - Anurida maritima - (Blauwe Springstaart)
  - Anurida tullbergi
  - Anurida uniformis
- Genus: Bilobella
  - Bilobella braunerae
- Genus: Friesea
  - Friesea claviseta
  - Friesea mirabilis
  - Friesea truncata
- Genus: Micranurida
  - Micranurida forsslundi
  - Micranurida pygmaea
  - Micranurida sensillata
- Genus: Monobella
  - Monobella grassei
- Genus: Neanura
  - Neanura muscorum
- Genus: Pseudachorutella
  - Pseudachorutella asigillata
- Genus: Pseudachorutes
  - Pseudachorutes corticicolus
  - Pseudachorutes dubius
  - Pseudachorutes parvulus
  - Pseudachorutes subcrassus